# Anonymität

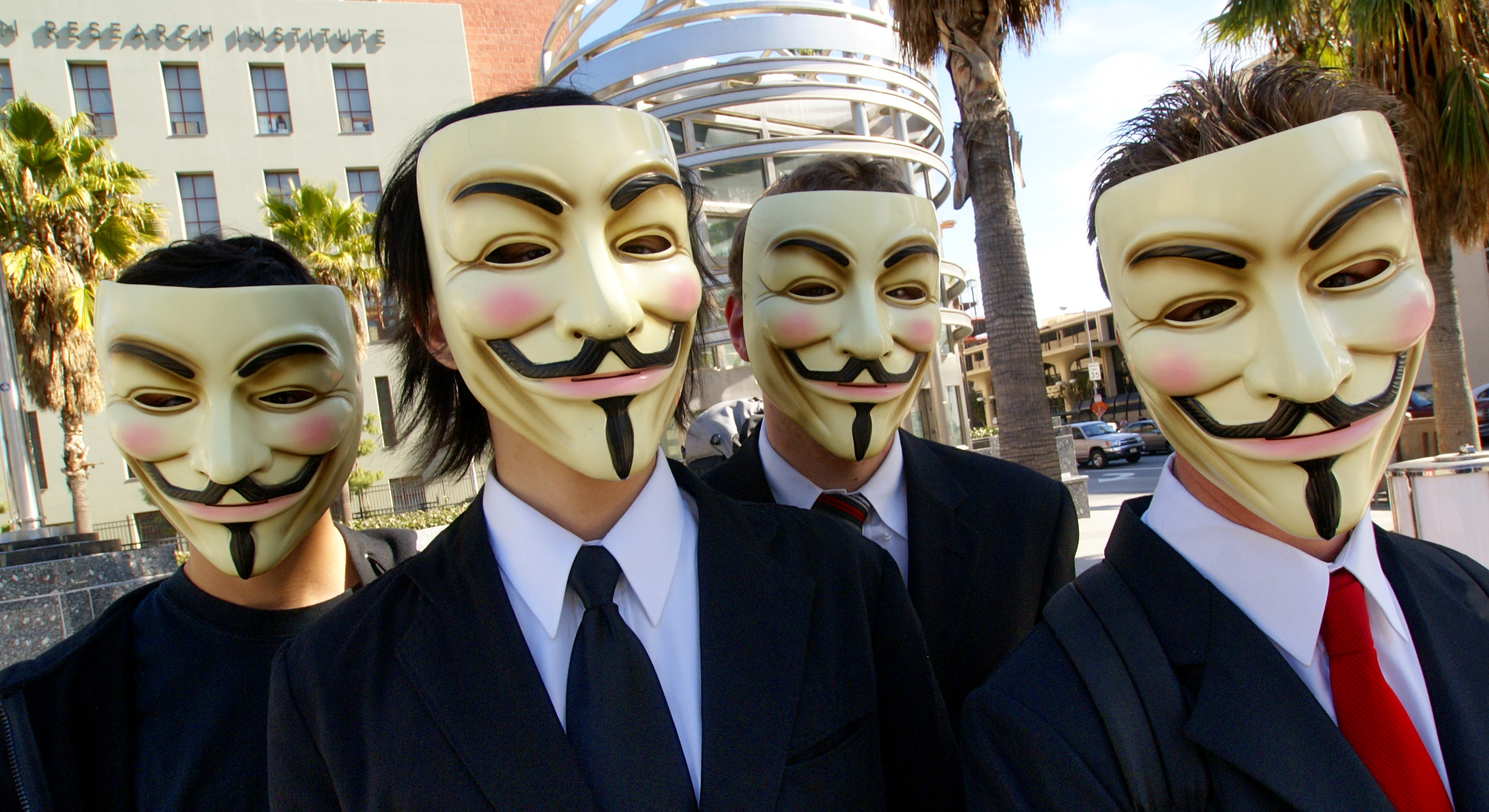
Masken und Anzüge zur Anonymisierung bei einer Demonstration

Anonymität (von altgriechisch ἀνώνυμος anōnymos, deutsch ‚ohne Namen, unbenannt‘) bedeutet, dass eine Person oder eine Gruppe nicht identifiziert werden kann. Von der Bedeutung her zum Teil synonym zu anonym ist inkognito (incognito; von lateinisch incognitus ‚[hier:] nicht erkannt, unbekannt‘), sonst spricht man im Deutschen von unbekannt, verdeckt und namenlos oder ohne Namen.

## Bedeutungsinhalte

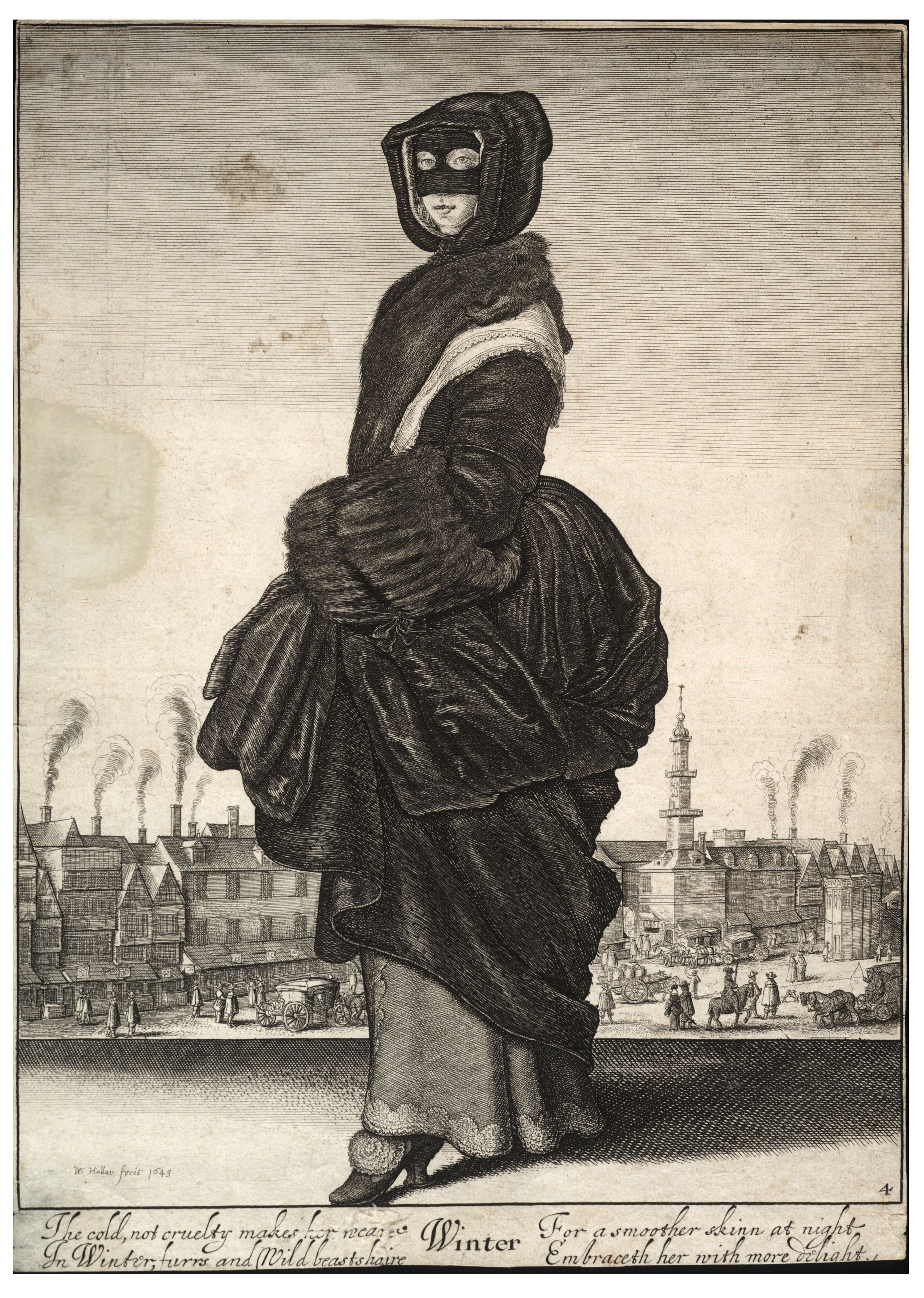
Zeichnung von Wenzel Hollar, um 1643. Die Maskierung der Augenpartie wird als Cachenez bezeichnet

Anonymität bezeichnet das Fehlen der Zuordnung einer Person zu einer von ihr ausgeübten Handlung bis hin zur absichtlichen Geheimhaltung. Sie kann zum Schutz der Freiheit des Einzelnen dienen. Der Gesetzgeber hat sie deswegen in verschiedenen Bereichen vorgesehen. So werden beispielsweise das Wahlgeheimnis verpflichtend, die anonyme Information, Meinungsäußerung und Versammlung als Rechte verfassungsrechtlich garantiert.
Incognito kommt aus dem Italienischen und dieses seinerseits von lateinisch incognitus (‚unbekannt‘, zu cognoscere ‚kennen, wissen‘). Es bezeichnet das gewollt unerkannte Auftreten einer Person, sei sie prominent oder nicht.
Im Dokumentationswesen wird eine Fülle von Begriffen verwendet, um die Unbekanntheit der Person zu beschreiben:
- Nomen nominandum (lat. für: ‚der Name ist noch zu nennen‘, Abk.: ‚N. N.‘) in Quellenangaben, im Organisationswesen, in Vorlesungsverzeichnissen, Programmankündigungen und ähnlichen Kontexten
- Anonymus, oder anonym, für unbekannte Autorenschaft. Lassen sich Zuschreibungen zu einer noch unbekannten Person festmachen, vergibt man Notnamen, etwa in der Form Meister von »Ort« oder Meister des »Werks«, oder es wird von Werkstatt oder Schüler des »Meisters« gesprochen
- bei Literaturangaben setzt man o. A. ‚ohne Autor‘ (d. h. ohne namentlich bekannten Autor)
- sine nomine oder s. n. für ohne Namen, ohne Herausgeber, ohne Verlag, sine loco, s. l. für ohne Ort, meist in Literaturverzeichnissen und Bibliothekskatalogen

- Störer, nicht zu nennende und im Zusammenhang mit der öffentlichen Sicherheit oder terroristischen Akten in Verbindung stehende Person(en); ähnliche Bezeichnung: Gefährder
- Täter unbekannt bzw. Anzeige gegen Unbekannt in der Kriminalistik und im Rechtswesen
- Adressat unbekannt im Postwesen
- im Militärwesen spricht man vom Grabmal des unbekannten Soldaten (stellvertretend für viele getötete Soldaten)
- in der französischen Fremdenlegion erhalten Legionäre bei Vertragsunterzeichnung eine neue Identität, das sogenannte Anonymat, das vor Anfragen und Auskunftsersuchen schützen soll und nach Ablauf von sechs Monaten in einem Verwaltungsakt (Régularisation de situation militaire) wieder rückgängig gemacht werden kann
- im amerikanischen Sprachraum wird John Doe verwendet

Verwandt damit ist das Pseudonym, ein selbst gewählter Kunstname, der dazu dienen soll, die Anonymität zu wahren. Für Leserbriefe gilt z. B. in der deutschen Presse der Grundsatz, dass anonyme Zuschriften gar nicht oder nur in begründeten Ausnahmefällen abgedruckt werden. Wenn ein Werk dagegen den Namen seines Autors trägt, wird dies als Onymität bezeichnet.
So wurden die Federalist Papers von den Gründervätern der Vereinigten Staaten James Madison, Alexander Hamilton und John Jay unter dem Pseudonym „Publius“ verfasst, was wie kaum etwas anderes die Haltung der Gründerväter der USA zur Anonymität belegt.

## Abstufungen von Anonymität
Im Alltag ist Anonymität innerhalb einer begrenzten sozialen Struktur oft nicht möglich. Beim Grad der Anonymität spielt es eine zentrale Rolle, wieweit es dennoch möglich ist, auf eine Identität zu schließen.

### Anonymität im Internet
Das Internet wird vielfach als Plattform anonymer Kommunikation beschrieben. Das ist in der Praxis – ohne besondere Sicherheitsvorkehrungen – jedoch nicht unbedingt der Fall. Subjektiv fühlen sich die meisten Nutzer beim Surfen und Posten anonym und unbeobachtet. Sie ahnen dabei oft nicht, wie viele Spuren sie hinterlassen, die zum Teil auf ihre Person zurückführbar (Identifizierung) sind. Die sogenannte IP-Adresse des Nutzers wird von unzähligen Rechnern (zum Beispiel bei Zugriffen auf Internetseiten im Web) protokolliert; hinzu kommt der „Browser-Fingerabdruck“. Außerdem sind unverschlüsselte Informationen im Netz nicht geschützt, weil unkalkulierbar viele Personen und Protokollmechanismen der Rechner die Inhalte mitlesen, speichern, kopieren und weitergeben können.

### Anonymitätsstufen in der Statistik
Im Bereich der Statistik werden folgende Stufen der Anonymisierung von Datensätzen unterschieden
1. formal anonym: Die Namen und / oder Initialen etc. sind entfernt, die Daten ansonsten unverändert (das heißt theoretisch leicht zuzuordnen)
2. faktisch anonym: nur mit unverhältnismäßigem Zeit- und Arbeitsaufwand zuzuordnen
3. komplett anonym: die Zuordnung der Einheiten ist ausgeschlossen.